# The Un-Americans
The Un-Americans (originalmente conhecidos como The Anti-Americans) ("Os Antiamericanos") foi um grupo ("stable") de wrestling profissional na World Wrestling Entertainment (WWE), onde lutaram em 2002. O grupo era composto por lutadores canadenses e ingleses.

## História
O Un-Americans ("Não-Americanos") se formaram no SmackDown, em junho de 2002 pelo canadense Lance Storm, que liderava um grupo similar na World Championship Wrestling, o Team Canada. Storm dizia que a World Wrestling Entertainment era xenófoba contra os canadenses, citando o Montreal Screwjob como exemplo. Christian (que era dupla de Storm desde a queda da aliança WCW/ECW) e Test, também canadenses, se uniram a Storm mais tarde naquele mês.
Para a formação do grupo, todos os membros haviam sido derrotados em lutas anteriores, graças à erros dos árbitros. Como diferença entre os Un-Americans e o Team Canada, o primeiro era antiamericano ao invés de pró-canadense. Assim, o emblema do grupo não era uma bandeira do Canadá, mas uma dos Estados Unidos de cabeça para baixo.
Em julho, o grupo começou rivalidades com lutadores como Rey Mysterio, Rikishi, Edge e Hollywood Hulk Hogan. Storm e Christian derrotaram Edge e Hogan, ganhando, assim, o WWE Tag Team Championship. Eles tiveram o auxílio de Chris Jericho, também canadense, que pediu a luta para Vince McMahon e acertou Edge com um dos cinturões. No entanto, Jericho não entrou formalmente para o grupo, apenas formando uma inimizade com Edge.
Eles foram transferidos do SmackDown para o Raw em 29 de julho e imediatamente começaram uma rivalidade com The Undertaker. Até aquela noite, o World Tag Team Championship era ativo apenas no SmackDown. Quando Storm e Christian foram transferidos para o Raw, os títulos também foram, forçando a criação de um título secundários de duplas. Eles começaram uma rivalidade com Booker T e Goldust, quem Storm e Christian derrotaram em uma luta pelos títulos em SummerSlam. Na mesma noite, Undertaker derrotou Test.
No fim de agosto e início de setembro, os Un-Americans tentaram queimar a bandeira dos Estados Unidos diversas vezes, mas foram impedidos por Booker T, Goldust, Kane e Bradshaw. Na metade de setembro, o inglês William Regal se juntou ao grupo. No Unforgiven, os Un-Americans foram derrotados por Booker T, Goldust, Kane e Bubba Ray Dudley.
Storm e Christian perderam os títulos de duplas em 23 de setembro, quando foram derrotados por Kane e The Hurricane. Após a luta, Storm e Christian culparam o outro pela derrota. Uma semana depois, Storm e Christian foram derrotados em lutas individuais por Randy Orton, e Test e Regal perderam uma luta de duplas. O quarteto se dividiu e se separou.
Regal e Storm continuaram uma dupla, reconquistando os títulos de duplas duas vezes. Test passou a ter Stacy Keibler como manager, se tornando um mocinho. Christian formou uma dupla com Chris Jericho. Atualmente, Regal e Christian ainda trabalham para a WWE. Lance Storm se aposentou e Test faleceu devido a um problema com drogas em 2009.

## Títulos e prêmios
- World Wrestling Entertainment
  - WWE Tag Team Championship (3 vezes) - Christian e Lance Storm (1), Lance Storm e William Regal (2)[1][2]